# Berezowica-Ostrów
Berezowica-Ostrów (ukr. Березовиця-Острів, ros. Березовица-Остров) – węzłowa stacja kolejowa w miejscowości Berezowica Wielka i w pobliżu miejscowości Ostrów, w rejonie tarnopolskim, w obwodzie tarnopolskim, na Ukrainie.
Stacja istniała przed II wojną światową.